# Atsuko Tanaka (Skispringerin)
Atsuko Tanaka (jap. 田中 温子, Tanaka Atsuko; * 25. Januar 1992 in Calgary) ist eine kanadische Skispringerin, die von 2010 bis 2012 für Japan antrat.

## Werdegang
Atsuko Tanaka startet für den Altius Nordic Ski Club. Sie ist die Tochter japanische Einwanderer, ihr Vater war selbst Skispringer, ihre Mutter Skilangläuferin. Im Alter von 10 Jahren begann sie 2001 mit dem Skispringen, seit 2004 tritt sie international an. Im Juni des Jahres trat sie in Park City bei ihrem ersten Springen im Rahmen des Skisprung-Continental-Cups, der damals noch höchsten Rennserie im Frauenskispringen an, und belegte Platz 16. Im August 2005 erreichte sie als Viertplatzierte in Klingenthal ihr erstes einstelliges Resultat. Zwischen Oktober 2005 und Februar 2006 hatte die Kanadierin ihre bislang beste Karrierephase im Continental-Cup. In fünf aufeinander folgenden Springen erreichte sie einstellige Ergebnisse, darunter ihren bisher einzigen Sieg im Sommer-Continental-Cup in Park City sowie einen dritten Rang in Lake Placid. Zudem gewann Tanaka bei den Juniorenweltmeisterschaften 2006 in Kranj hinter Juliane Seyfarth die Silbermedaille. Danach konnte sie bis 2008 dieses Leistungsniveau nicht mehr halten und nur selten einstellige Resultate erspringen. Eine zweite Phase guter Leistungen hatte Tanaka im Februar und im März 2008. In Baiersbronn gewann sie ihr erstes Continental-Cup-Springen im Winter und erreichte mehrere weitere einstellige Resultate. Die Junioren-WM in Zakopane beendete sie als Elfte. In der Saison 2008/09 gelangen ihr nur zwei Top-Ten-Platzierungen. In Parc City wurde sie 9. und in Toblach 10. Bei der Junioren-WM in Štrbské Pleso trat sie nicht an. In der Saison 2009/10 trat sie nur bei den Continental Cups in Schonach und in Zaō sowie bei den Juniorenweltmeisterschaften in Hinterzarten, wo sie 20. wurde, an.
Von 2010 bis 2012 sprang sie für Japan und ging für den Skiclub Hokusho University an den Start. Sie trat in der Saison 2010/11 nur in Zaō an und belegte Platz 7. Zudem trat sie bei den Juniorenweltmeisterschaften 2011 in Otepää an und belegte beim Einzelspringen den 19. Platz. Das Teamspringen musste abgesagt werden. Seit 2012 tritt sie wieder für den Kanadischen Skiverband an.
Bei den Kanadischen Meisterschaften in Whistler gewann sie 2013 in den Wettbewerben von der Normal- und der Großschanze Gold vor Alexandra Pretorius und der Vorjahressiegerin Taylor Henrich.
Bei der Olympiapremiere des Damenskispringens belegte sie Rang zwölf und wurde damit beste Kanadierin.

## Erfolge

### Weltcup-Platzierungen
| Saison  | Platz | Punkte |
| ------- | ----- | ------ |
| 2011/12 | 34.   | 057    |
| 2012/13 | 19.   | 208    |
| 2013/14 | 29.   | 137    |
| 2015/16 | 51.   | 003    |
| 2016/17 | 44.   | 021    |
| 2017/18 | 52.   | 002    |